# Бялоблоцьке
Бялоблоцьке (пол. Białobłockie) — село в Польщі, у гміні Кузьниця Сокульського повіту Підляського воєводства.
Населення — 36 осіб (2011).
У 1975—1998 роках село належало до Білостоцького воєводства.

## Демографія
Демографічна структура станом на 31 березня 2011 року:
|          | Загалом | Допрацездатний вік | Працездатний вік | Постпрацездатний вік |
| -------- | ------- | ------------------ | ---------------- | -------------------- |
| Чоловіки | 17      | 5                  | 10               | 2                    |
| Жінки    | 19      | 5                  | 11               | 3                    |
| Разом    | 36      | 10                 | 21               | 5                    |